# Östantjärna och Färnviken
Östantjärna-Färnviken är en av SCB före detta avgränsad och namnsatt småort i Falu kommun, Dalarnas län. Den omfattar bebyggelse i byarna Östanstjärna och Färnviken i Vika socken belägna nordväst om Vika. 2015 hade SCB ändrat metod för att avgränsa småorter, varvid  Östantjärna och Färnviken inte längre räknades bland småorterna.